# Cratere Keeler (Luna)
Keeler è un grande cratere lunare di 158,07 km situato nella parte sud-occidentale della faccia nascosta della Luna.
Il cratere è dedicato all'astronomo statunitense James Edward Keeler.

## Crateri correlati
Alcuni crateri minori situati in prossimità di Keeler sono convenzionalmente identificati, sulle mappe lunari, attraverso una lettera associata al nome.
| Keeler | Coordinate             | Diametro (in km) |
| ------ | ---------------------- | ---------------- |
| L      | 13°03′36″S 163°12′36″E | 65,65            |
| S      | 11°12′36″S 157°58′48″E | 29,67            |
| U      | 8°58′48″S 156°54′36″E  | 29,86            |
| V      | 8°46′12″S 158°12′36″E  | 58               |